# Етулия
Етули́я (рум. Etulia, гаг. Tülüküü) — село на юге Молдавии в Гагаузской автономии.

## Расположение
Село Етулия находится на самом юге Молдавии, в нескольких километрах от границы с Украиной и Румынией. Соседнее село — Чишмикиой. Ближайший город на территории Молдавии — Вулканешты, на территории Украины — Рени, на территории Румынии — Галац. Приблизительное расстояние до столицы Молдовы — Кишинёва — 215 километров, до муниципия Комрат — 100 километров.

## Транспортная система
Из села ежедневно курсируют автобусы в Вулканешты и Кагул (из Етулии в 06:00 и Тираспольский в 7:30
и из Кагула 16:40). Также через село проходил международный автобус Рени—Кишинёв.
Так же из села курсируют ежедневно в разное время 4 рейсовых автобуса в столицу (Кишинёв).

## Основные объекты
В селе расположена железнодорожная станция Етулия. Через станцию проходят грузовые железнодорожные составы из Украины и из Румынии. На территории села функционирует: Дом культуры на 600 мест, библиотека, музей, теоретический лицей на 640 мест, детский сад на 140 мест, более 20 торговых предприятий, Центр Здоровья, крупный винзавод «Bostavan», два крупных сельхозпредприятия и около 40 фермерских хозяйств. В летнее время на берегу озера функционирует лагерь для отдыха детей на 500 мест. Построено здание новой церкви. Село полностью обеспечено природным газом, на 90 % телефонизировано. Более 500 домов подключены к новой системе водоснабжения. Перед зданием примарии находится памятник Карлу Марксу. Посажен ореховый сад в полях. Имеется парк и футбольное поле.

## Национальный состав
Жители села преимущественно гагаузы. Также, но в гораздо меньшем количестве, проживают молдаване и украинцы. Етулия делится на 3 части — это старая Етулия, Новая Етулия и ж/д станция.
В 1975 году село изменило своё название в документах с «Этулия» на «Етулия» в связи с изменением правописания с русских на латинские буквы, так как в латинском алфавите нет буквы Э.